# Dicranopygium nanum
Dicranopygium nanum là một loài thực vật có hoa trong họ Cyclanthaceae. Loài này được (Gleason) Harling miêu tả khoa học đầu tiên năm 1954.